# Tenna, Trentino
Tenna là một đô thị ở tỉnh Trento ở vùng Trentino-Alto Adige/Südtirol của Ý, tọa lạc cách 13 km về phía đông nam của Trento. Tại thời điểm ngày 31 tháng 12 năm 2004, đô thị này có dân số 918 người và diện tích là 3,1 km².
Tenna giáp các đô thị: Pergine Valsugana, Levico Terme và Caldonazzo.